# Nieder-Wiesen
Nieder-Wiesen là một đô thị thuộc district Alzey-Worms, bang Rheinland-Pfalz, Đức. Đô thị này có diện tích 4,89 km².